# Valdežunac
Valdežunac (Žunac, Zonka, Zonki; tal. Zonchi) je prigradski turistički predio u Puli koje administrativno pripada mjesnom odboru Štinjan.
Valdežunac sa sjevera ograničuje Štinjan, s istoka Monumenti, s juga Pulski zaljev, a sa zapada Punta Kristo.
U uvali Zonki (Žunac) nalazila se vojarna koja se protezala čitavim sjevernim dijelom pulskog zaljeva. Tu se nalazi i Fort Zonchi kojeg su Austrijanci izgradili radi obrane ratne luke. Dok je služila vojnoj svrsi, uvala je bila mjesto gdje su se ratni brodovi mogli napuniti gorivom. Sada je često mjesto raznih ribiča te ljubitelja paintballa i ostalih borbenih simulacija.